# Ane Stangeland Horpestad
Ane Stangeland Horpestad (* 2. Juni 1980 in Stavanger) ist eine norwegische Fußballspielerin. Die Innenverteidigerin, die auch im defensiven Mittelfeld eingesetzt werden kann, spielt seit ihrer Jugend für Klepp IL in Rogaland. Im Jahr 2006 gab sie ein einjähriges Gastspiel beim Spitzenclub Kolbotn IL, mit dem sie die Meisterschaft errang und internationale Spiele im UEFA Women’s Cup austrug.
Nach konstant guten Leistungen in der Toppserien wurde die 166 cm große Spielerin am 12. Mai 1999 anlässlich eines Auswärtsspieles gegen Italien zum ersten Mal in die norwegische Nationalmannschaft berufen. Seitdem gehört sie zum Stamm der Verbandsauswahl und nahm unter anderem an der WM 2003 teil. Zu ihren größten Erfolgen zählt der 2. Platz bei der EM 2005 in England.
Den Kader ihres Teams bei der WM 2007 in China führte sie als Kapitän an. In den Vorrunden-Spielen gelang ihr jeweils ein Treffer gegen Kanada und Ghana. Am Ende des Turniers wurde Ane Stangeland Horpestad als eine von nur zwei Norwegerinnen in das All-Star-Team der besten Spielerinnen berufen. Ein weiterer Höhepunkt ihrer Karriere war die Teilnahme an den Olympischen Spielen 2008 in Peking, wo Norwegen der Einzug in das Viertelfinale gelang. Bislang absolvierte Ane Stangeland Horpestad 106 Länderspiele und erzielte dabei fünf Treffer (Stand: 1. September 2008).
Neben ihrer Sportkarriere arbeitet sie in der Marketingabteilung ihres Clubs Klepp IL.